# أبو البقاء خالد الناصر الثاني
أبو البقاء خالد الناصر الثاني هو ابن أبو إسحاق إبراهيم بن أبي بكرن خلف والده على رأس العرش الحفصي وذلك في 12 رجب 770 هـ/20 فيفري 1369 م، وكان آنذاك صبيا صغيرا «لم يناهز الحكم» حسب تعبير ابن الشماع. وقد استغل المرينيون الوضع ليتدخلوا في شؤون الدولة الحفصية مساندين الأمير الحفصي أبي العباس أحمد  وهجموا على النواحي الغربية وصولا إلى تونس العاصمة، فوجه الأمير أبو العباس بعد بيعته الأمير خالد إلى قسنطينة عن طريق البحر، فغرقت سفينته، ومات في أوأواخر 1370 م. ولم تتجاوز مدة حكمة عاما واحدا وتسعة أشهر.

## إشارات مرجعية
1. 1 2  ابن الشماع، الأدلة البينة النورانية في مفاخر الدولة الحفصية، تحقيق د. الطاهر المعموري، الدار العربية للكتاب، تونس 1984، ص 106-107

| سبقه أبو إسحاق إبراهيم الثاني | سلطان حفصي (تونس) 770هـ-772هـ/1369م- 1370م | تبعه أبو العباس المستنصر |